# Breuil (Somme)
Pour les articles homonymes, voir Breuil.
Breuil est une commune française située dans le département de la Somme en région Hauts-de-France.

## Géographie

### Description

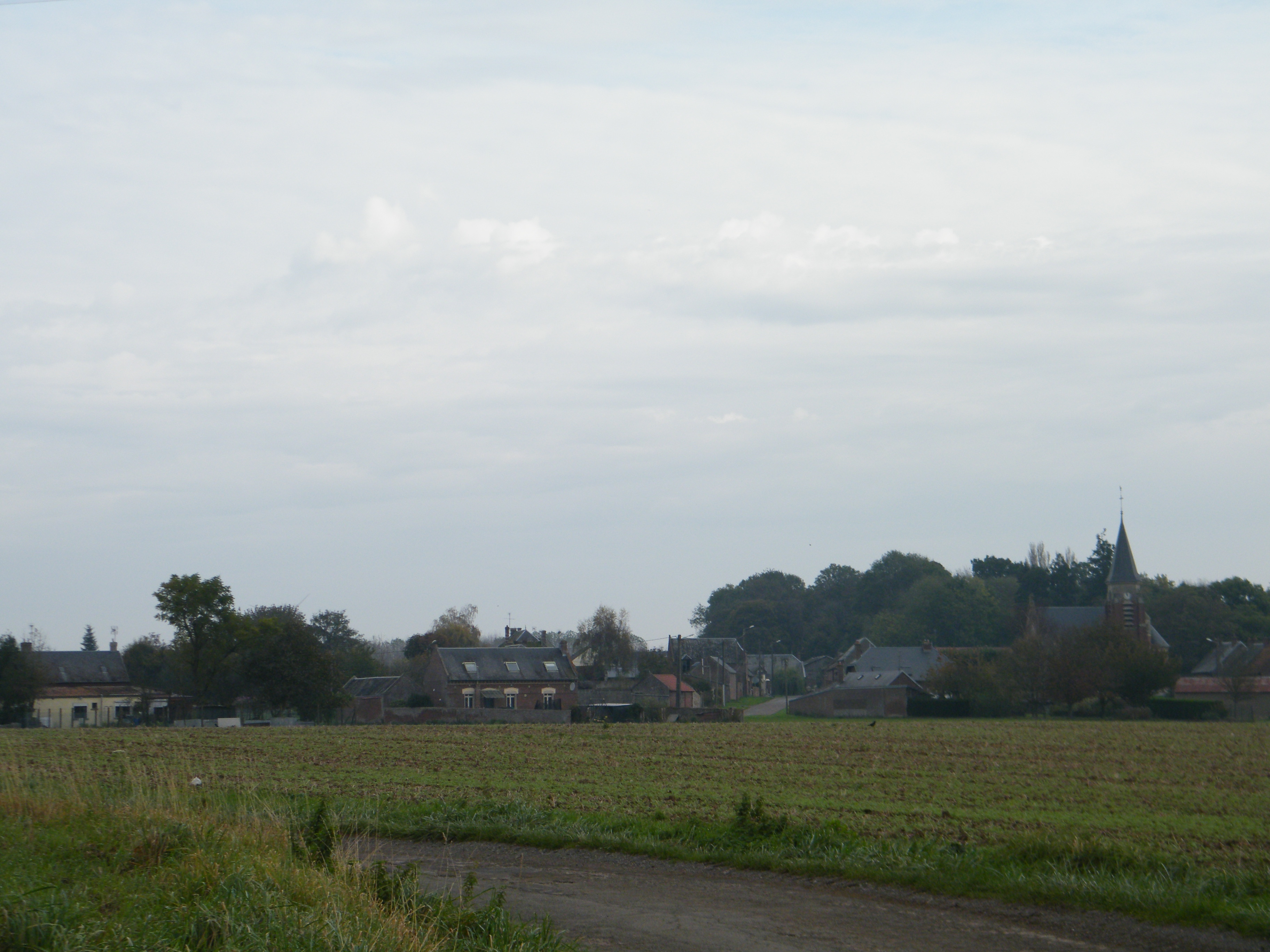
Vue éloignée du village.

La commune est un village rural situé à moins de 5 km au sud-est de Nesle. Elle est aisément accessible par l'ex-l'ex-RN 30.

### Hydrographie

#### Réseau hydrographique
La commune est située dans le bassin Artois-Picardie. Elle est drainée par le canal du Nord, le Petit Ingon et le ruisseau l'Arriveau,.

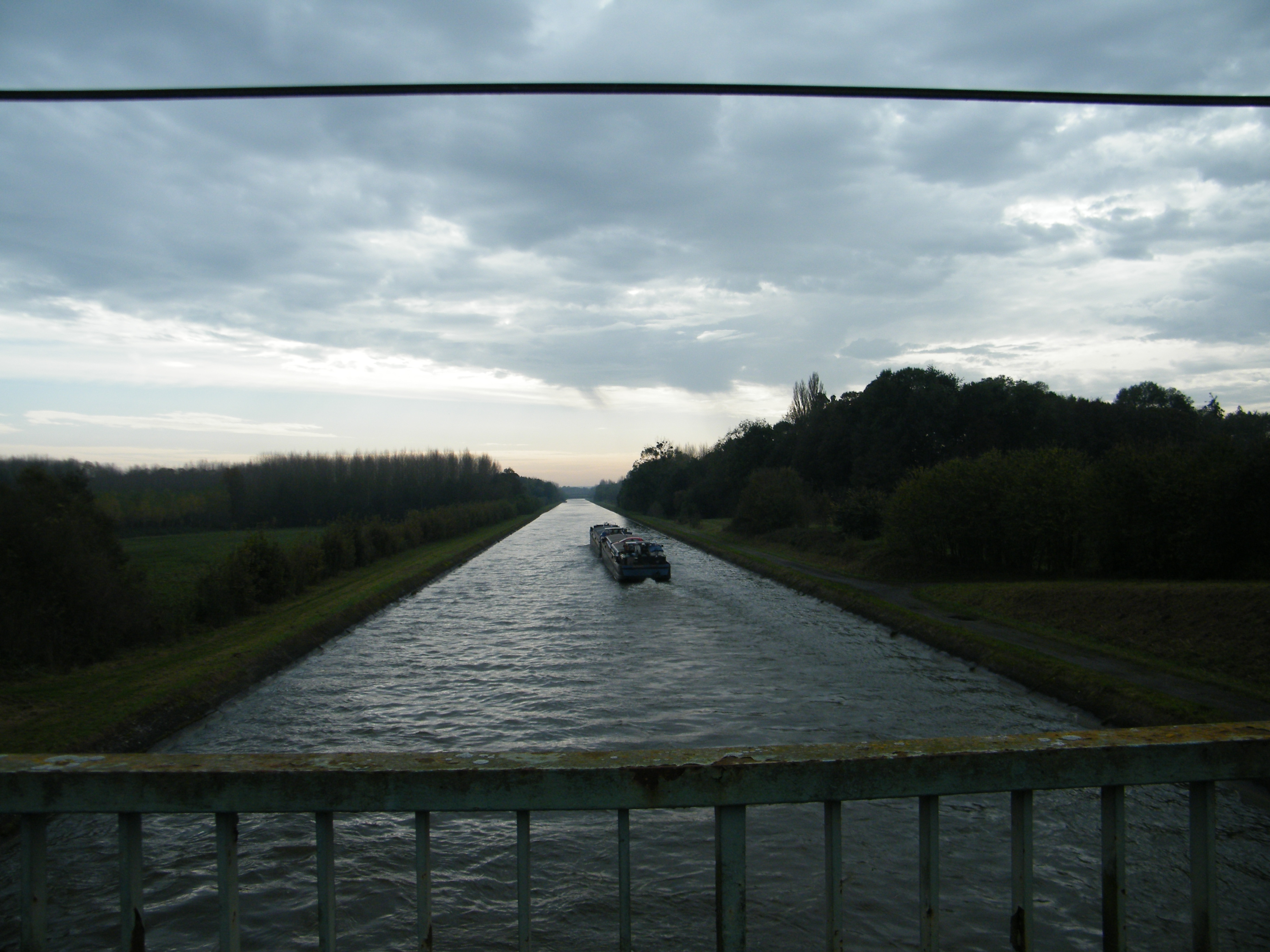
Le canal du Nord à Breuil.
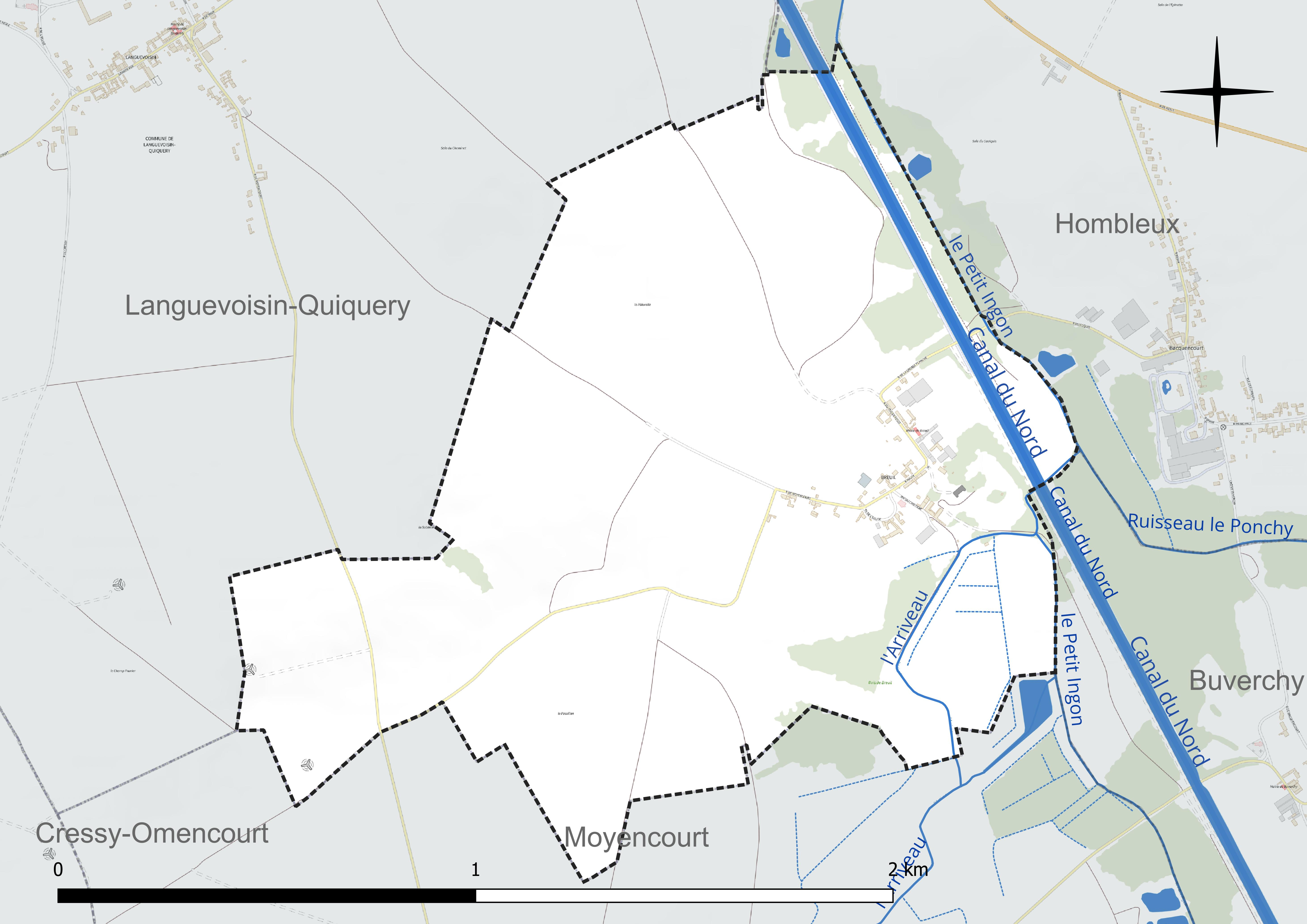
Réseau hydrographique de Breuil.

#### Gestion et qualité des eaux
Le territoire communal est couvert par le schéma d'aménagement et de gestion des eaux (SAGE) « Haute Somme ». Ce document de planification concerne un territoire de 1 798 km2 de superficie, délimité par le bassin versant de la Haute Somme est constitué d'un réseau hydrographique complexe de cours d'eau, de marais, d'étangs et de canaux. Le périmètre a été arrêté le 21 avril 2006 et le SAGE proprement dit a été approuvé le 15 juin 2017. La structure porteuse de l'élaboration et de la mise en œuvre est le syndicat mixte d'aménagement hydraulique du bassin versant de la Somme (AMEVA).
La qualité des cours d'eau peut être consultée sur un site dédié géré par les agences de l'eau et l'Agence française pour la biodiversité.

### Climat
Pour des articles plus généraux, voir Climat des Hauts-de-France et Climat de la Somme.
En 2010, le climat de la commune est de type climat océanique dégradé des plaines du Centre et du Nord, selon une étude du CNRS s'appuyant sur une série de données couvrant la période 1971-2000. En 2020, Météo-France publie une typologie des climats de la France métropolitaine dans laquelle la commune est exposée à un climat océanique et est dans la région climatique Nord-est du bassin Parisien, caractérisée par un ensoleillement médiocre, une pluviométrie moyenne régulièrement répartie au cours de l'année et un hiver froid (3 °C).
Pour la période 1971-2000, la température annuelle moyenne est de 10,4 °C, avec une amplitude thermique annuelle de 14,8 °C. Le cumul annuel moyen de précipitations est de 683 mm, avec 11 jours de précipitations en janvier et 8,8 jours en juillet. Pour la période 1991-2020, la température moyenne annuelle observée sur la station météorologique la plus proche, située sur la commune d'Estrées-Mons à 16 km à vol d'oiseau, est de 11,0 °C et le cumul annuel moyen de précipitations est de 647,5 mm,. Pour l'avenir, les paramètres climatiques de la commune estimés pour 2050 selon différents scénarios d'émission de gaz à effet de serre sont consultables sur un site dédié publié par Météo-France en novembre 2022.

## Urbanisme

### Typologie
Au 1er janvier 2024, Breuil est catégorisée commune rurale à habitat dispersé, selon la nouvelle grille communale de densité à sept niveaux définie par l'Insee en 2022.
Elle est située hors unité urbaine et hors attraction des villes,.

### Occupation des sols
L'occupation des sols de la commune, telle qu'elle ressort de la base de données européenne d'occupation biophysique des sols Corine Land Cover (CLC), est marquée par l'importance des territoires agricoles (84,8 % en 2018), une proportion identique à celle de 1990 (84,8 %). La répartition détaillée en 2018 est la suivante : 
terres arables (84,8 %), zones urbanisées (11,3 %), forêts (3,8 %). L'évolution de l'occupation des sols de la commune et de ses infrastructures peut être observée sur les différentes représentations cartographiques du territoire : la carte de Cassini (XVIIIe siècle), la carte d'état-major (1820-1866) et les cartes ou photos aériennes de l'IGN pour la période actuelle (1950 à aujourd'hui).

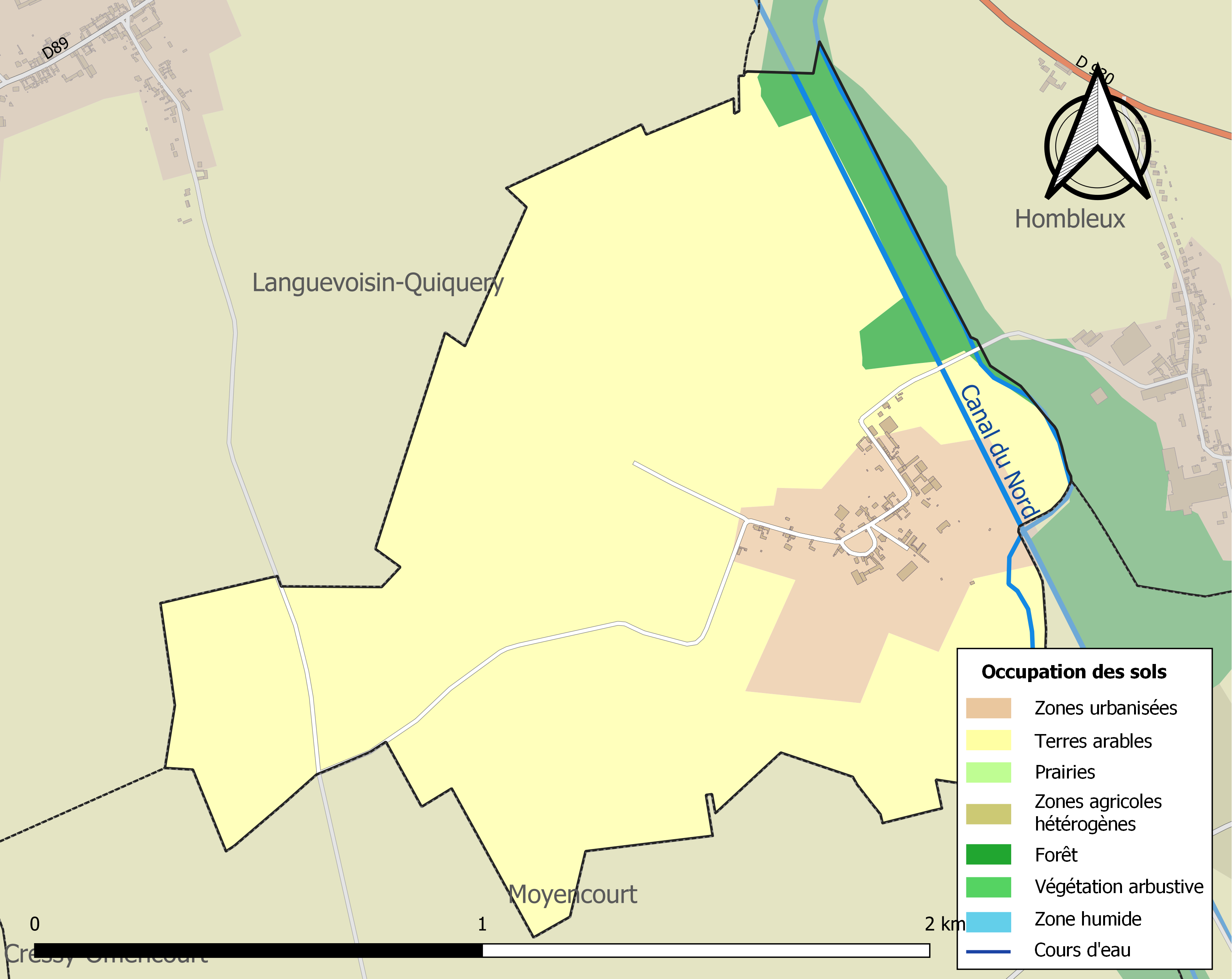
Carte des infrastructures et de l'occupation des sols de la commune en 2018 (CLC).

## Toponymie
Broïlium est le nom du village à l'époque gallo-romaine.
De l'ancien français breuil, d'origine gauloise, désignant un « petit bois » ou un « petit bois entouré d'une haie ».

## Histoire
Le village a été desservi de 1890 à  1949 par l'embranchement d'Offoy à Ercheu des chemins de fer départementaux de la Somme, un réseau de chemin de fer secondaire à voie métrique exploitée par la société générale des chemins de fer économiques.
Première Guerre mondiale
Évacué en urgence avant les bombardements allemands de la Première Guerre mondiale, en 1917, le village n'a conservé que trois maisons après les faits de guerre, et est considéré comme détruit à la fin de la guerre,,. Il a  été décoré de la Croix de guerre 1914-1918, le 30 octobre 1920.
La ligne de chemin de fer militaire à voie étroite réalisée pendant la guerre apparaissait toujours sur un plan de 1920, et servait sans doute aux besoins de la reconstruction.
.

## Politique et administration

### Rattachements administratifs et électoraux
La commune se trouvait jusqu'en 2016 dans l'arrondissement de Montdidier du département de la Somme. Par arrêté préfectoral du 27 décembre 2016, elle en est  détachée le 1er janvier 2017 pour intégrer l'arrondissement de Péronne
Pour l'élection des députés, elle fait partie depuis 2012 de la cinquième circonscription de la Somme.
Elle faisait partie depuis 1801 canton de Roye. Dans le cadre du redécoupage cantonal de 2014 en France, la commune est désormais rattachée au canton de Ham.

### Intercommunalité
La commune  faisait partie de la communauté de communes du Pays Neslois (CCPN), créée fin 2001, et qui succédait au district de Nesle, créé par arrêté préfectoral du 22 mai 1964.
La loi portant nouvelle organisation territoriale de la République (Loi NOTRe) du 7 août 2015, prévoyant que les établissements publics de coopération intercommunale (EPCI) à fiscalité propre doivent avoir un minimum de 15 000 habitants, le schéma départemental de coopération intercommunale (SDCI) arrêté par le préfet de la Somme le 30 mars 2016 prévoit notamment la fusion des communautés de communes du Pays Hamois et celle du Pays Neslois, afin de constituer une intercommunalité de 42 communes groupant 20 822 habitants, et précise qu'il « s'agit d'un bassin de vie cohérent dans lequel existent déjà des migrations pendulaires entre Ham et Nesle. Ainsi Ham offre des équipements culturels, scolaires et sportifs (médiathèque et auditorium de musique de grande capacité, lycée professionnel, complexe nautique), tandis que Nesle est la commune d'accueil de grandes entreprises de l'agroalimentaire ainsi que de leurs sous-traitants ».
La fusion intervient le 1er janvier 2017 et la nouvelle structure, dont la commune fait désormais partie, prend le nom de communauté de communes de l'Est de la Somme,.

### Liste des maires
| Période                                  | Période                      | Identité                 | Étiquette | Qualité                                                               |
| ---------------------------------------- | ---------------------------- | ------------------------ | --------- | --------------------------------------------------------------------- |
| Les données manquantes sont à compléter. |                              |                          |           |                                                                       |
| mars 2001                                | décembre 2014                | Daniel de Witasse-Thézy, |           | Châtelain de Breuil Décédé en fonction                                |
| février 2015                             | En cours (au 8 octobre 2020) | Charles de Witasse-Thézy |           | Exploitant agricole Fils du précédent Réélu pour le mandat 2020-2026, |

## Démographie
L'évolution du nombre d'habitants est connue à travers les recensements de la population effectués dans la commune depuis 1793. Pour les communes de moins de 10 000 habitants, une enquête de recensement portant sur toute la population est réalisée tous les cinq ans, les populations de référence des années intermédiaires étant quant à elles estimées par interpolation ou extrapolation. Pour la commune, le premier recensement exhaustif entrant dans le cadre du nouveau dispositif a été réalisé en 2006.

En 2022, la commune comptait 45 habitants, en évolution de −4,26 % par rapport à 2016 (Somme : −1,26 %, France hors Mayotte : +2,11 %).
| 1793 | 1800 | 1806 | 1821 | 1831 | 1836 | 1841 | 1846 | 1851 |
| ---- | ---- | ---- | ---- | ---- | ---- | ---- | ---- | ---- |
| 119  | 120  | 130  | 193  | 230  | 233  | 239  | 227  | 200  |

| 1856 | 1861 | 1866 | 1872 | 1876 | 1881 | 1886 | 1891 | 1896 |
| ---- | ---- | ---- | ---- | ---- | ---- | ---- | ---- | ---- |
| 189  | 219  | 220  | 201  | 164  | 169  | 146  | 133  | 156  |

| 1901 | 1906 | 1911 | 1921 | 1926 | 1931 | 1936 | 1946 | 1954 |
| ---- | ---- | ---- | ---- | ---- | ---- | ---- | ---- | ---- |
| 163  | 144  | 150  | 63   | 81   | 77   | 94   | 97   | 95   |

| 1962 | 1968 | 1975 | 1982 | 1990 | 1999 | 2006 | 2011 | 2016 |
| ---- | ---- | ---- | ---- | ---- | ---- | ---- | ---- | ---- |
| 86   | 96   | 68   | 59   | 69   | 66   | 51   | 57   | 47   |

| 2021 | 2022 | - | - | - | - | - | - | - |
| ---- | ---- | - | - | - | - | - | - | - |
| 44   | 45   | - | - | - | - | - | - | - |

## Culture locale et patrimoine

### Lieux et monuments
- Église Saint-Firmin, avec des mosaïques représentant saint Firmin et saint Clair. Cette église a été complètement reconstruite en 1925, après la destruction lors de la Première Guerre mondiale[14] de celle édifiée en style néogothique dans la deuxième moitié du XIXe siècle[34].
- Château, reconstruit en 1925[14], après les destructions de la guerre[35].
- Deux sentiers de randonnée traversent le village[14].
- Monument aux morts, réalisé par Valentin-Charles Molliens[36].

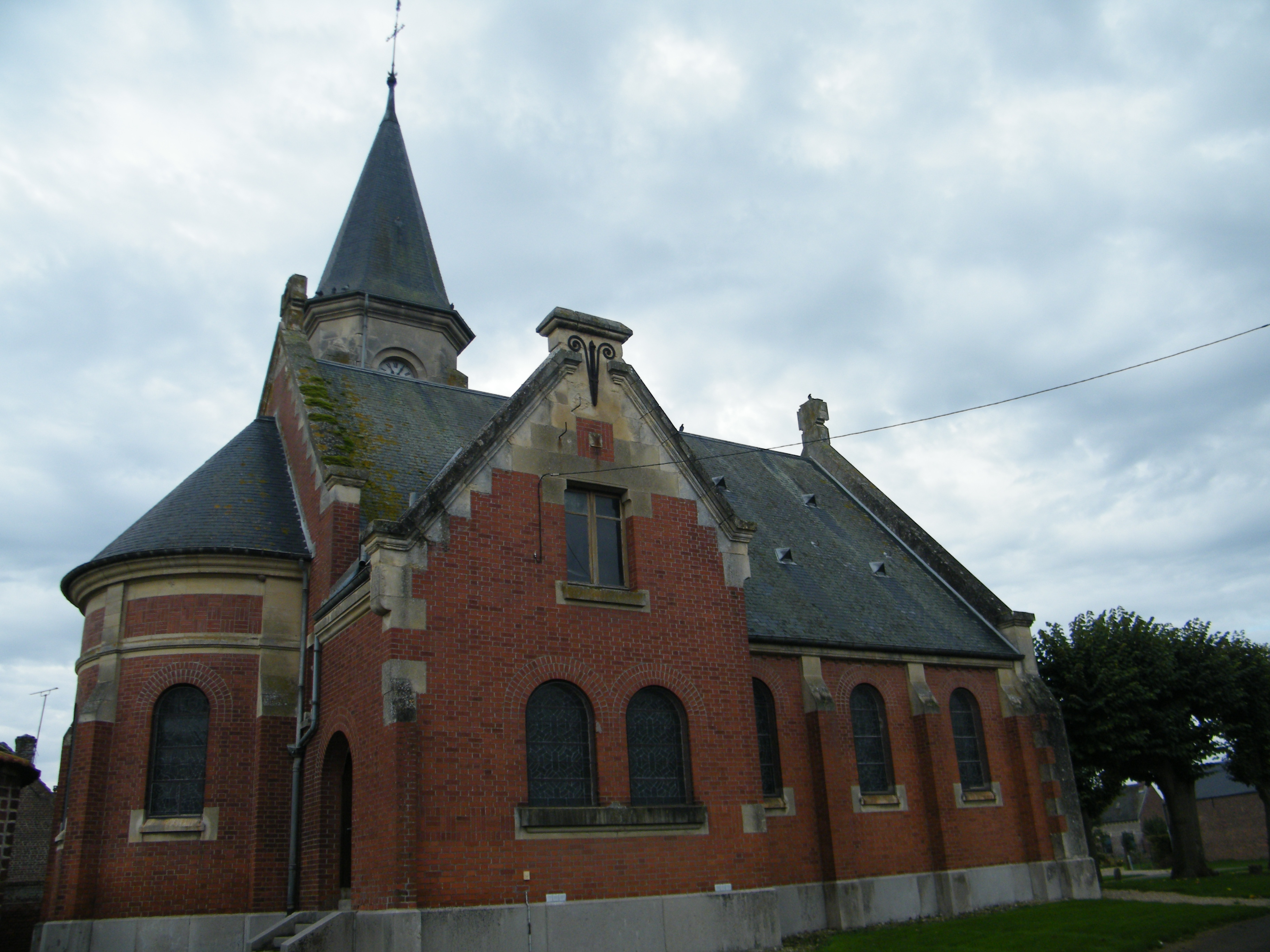
L'église Saint-Firmin.
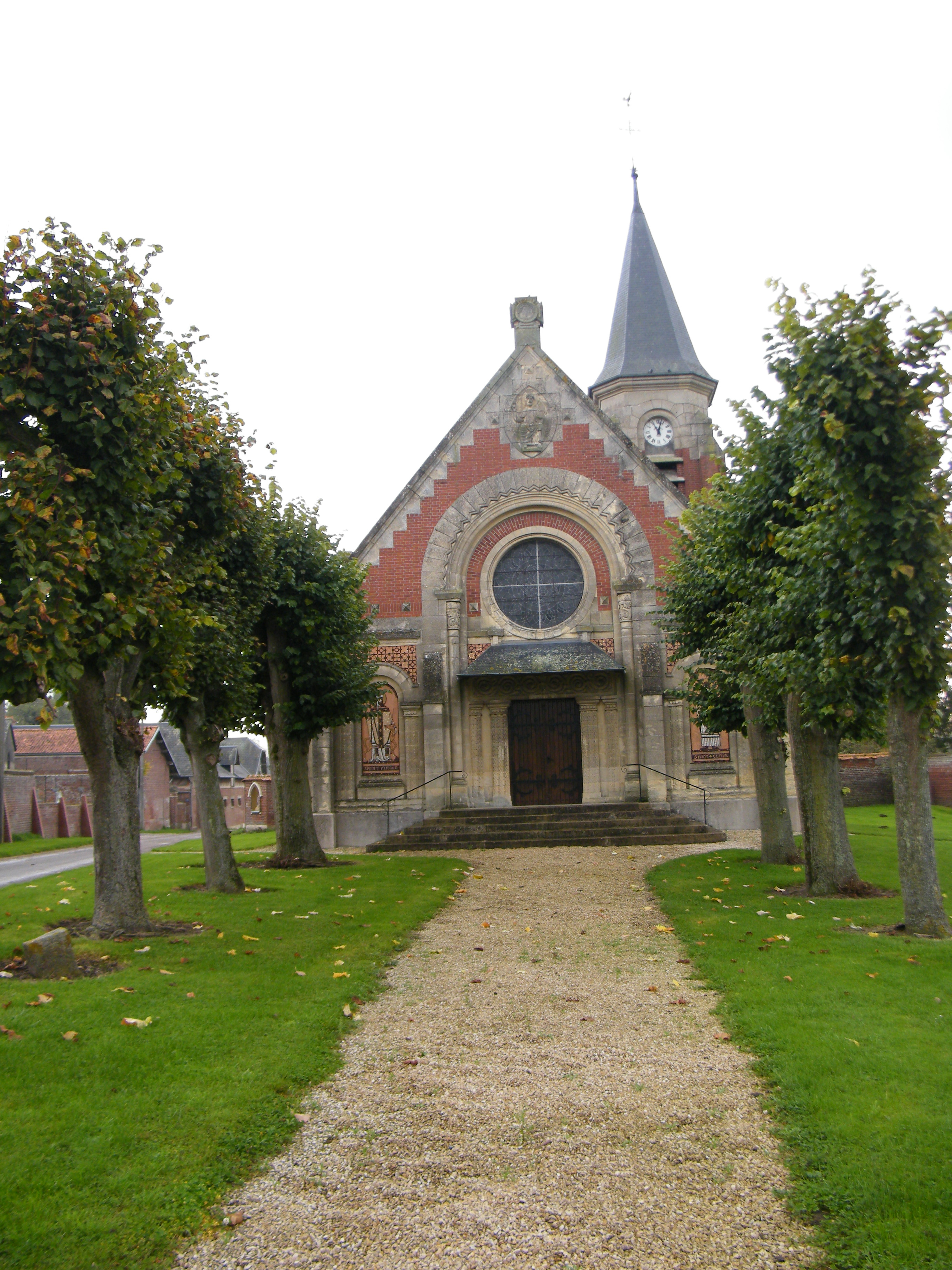
Autre vue de l'église.
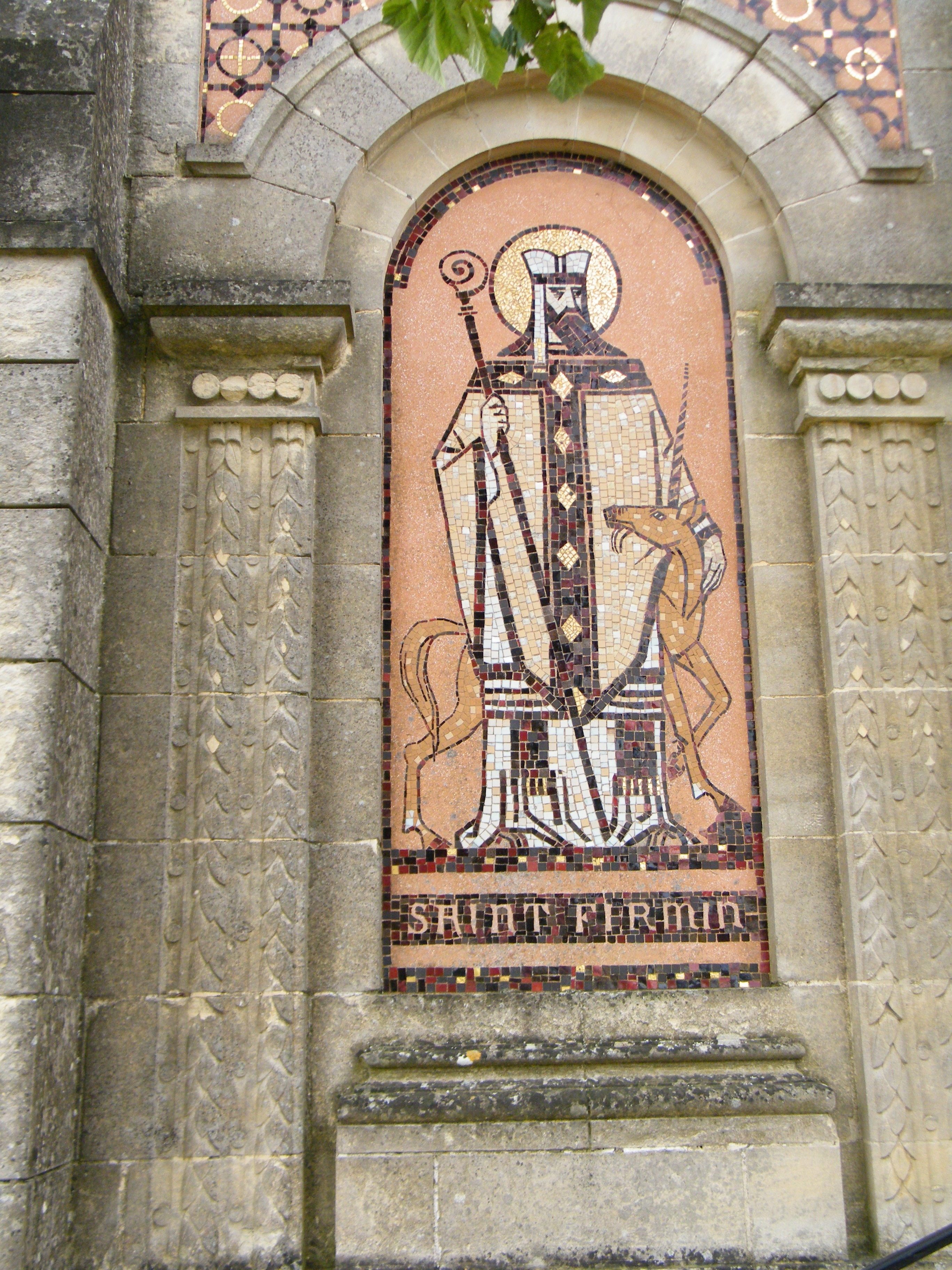
Détail de la mosaïque de Saint-Firmin, dans l'église saint Médard.
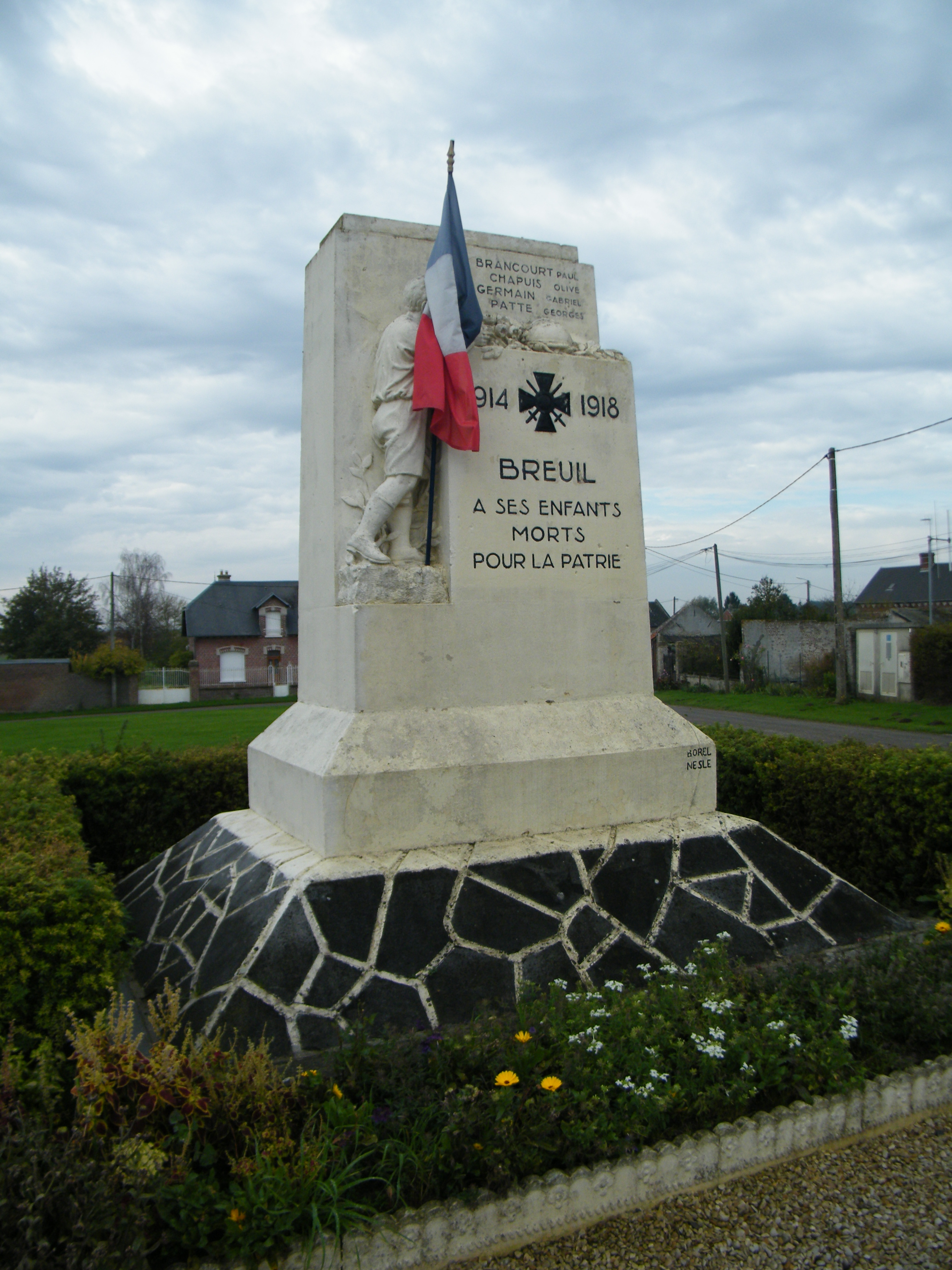
Le monument aux morts.
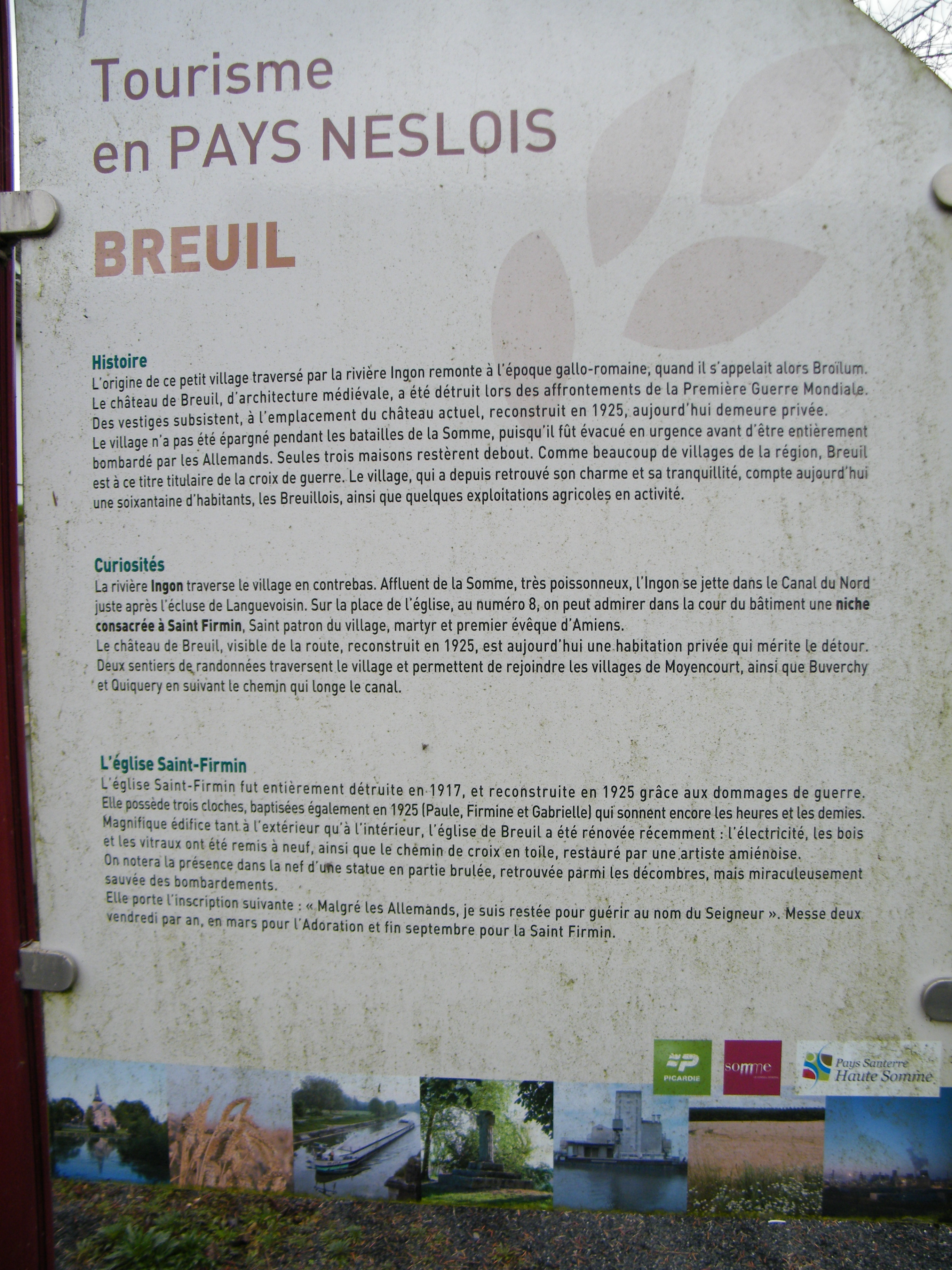
Panneau d'histoire locale.